# Bloque Depresivo
Bloque Depresivo es un grupo chileno liderado por Aldo "El Macha" Asenjo, en paralelo a La Floripondio y Chico Trujillo. Álvaro Henríquez ha sido un invitado recurrente en las presentaciones en vivo y discos del grupo.
La banda se distingue por reinterpretar canciones propias de la música cebolla, boleros, y valses peruanos. El Macha explica que eligieron precisamente ese estilo musical por ser "el tipo de canciones que uno se encuentra a las cuatro de la mañana en el bar que cierra al último."

## Historia
Bloque Depresivo nace en 2010, siendo el tercer proyecto musical encabezado por los músicos de La Floripondio (1991) y Chico Trujillo (1999). Inicialmente realizando pequeñas presentaciones, el grupo logró gran difusión gracias a su  concierto de 2012 en el Théâtre de la Ville, en París, cuyo registro fue ampliamente viralizado bajo el nombre "100% lucidos". En 2016 realizaron una gira en la Argentina.
En 2017 realizaron una gira por Chile y Perú, repletando el Teatro Caupolicán en dos conciertos, donde contaron además con el acompañamiento de Joe Vasconcellos, Tommy Rey, Fernando Ubiergo y Álvaro Henríquez.
Lanzaron su primer disco en 2018, denominado Macha y el Bloque Depresivo, producido por Mario Breuer. Junto al tema original Continentales, compuesto por Aldo Asenjo, se incluyeron versiones de canciones de José José, Lucho Gatica, Jorge Farías y Palmenia Pizarro. Tras esto iniciaron una gira europea, que incluyó conciertos en Madrid, Barcelona, París, Lyon, Londres, Milán, Bologna, Bergamo, Berlín y Hamburgo.
En 2021 lanzaron los sencillos El triste y Procuro olvidarte, contando con la colaboración en voz de Álvaro Henríquez para ambos temas.

## Discografía

### Álbumes
- 2018: Macha y el Bloque Depresivo
- 2022: ¡Sacó la voz desde el camarín! (Lado A y Lado B)
- 2022: Sesiones La Habana
- 2024: Desde Ciudad de México (En vivo)

### Sencillos
- Continentales (2018)
- Donde están las manos? (2019)
- Procuro olvidarte / Pásalo bien (2020)
- Apaga la tele (2020)
- El triste (2021)
- Para que no me olvides (En Vivo) (2021)
- El Plebeyo (En Vivo) (2021)
- Gato Negro (2022)
- Que es lo que pasa (2023)
- Que me quemen tus ojos (2023)
- El mago y la publicidad (2024)
- Continentales (2024)
- Sabor a mi (En vivo desde Ciudad de México) (2024)
- Amiga (2024)
- Dios no lo quiera (En vivo desde Ciudad de México) (2024)
- Déjalos (En vivo desde Ciudad de México) (2024)